# Verbreiten von Propagandamitteln verfassungswidriger und terroristischer Organisationen
Das Verbreiten von Propagandamitteln verfassungswidriger und terroristischer Organisationen ist eine Straftat, die in Deutschland in § 86 StGB normiert ist. Bei dem Delikt handelt es sich um ein Vergehen, das mit einer Freiheitsstrafe bis zu drei Jahren oder mit Geldstrafe bestraft wird.
Die Vorschrift wird als Staatsschutz- und abstraktes Gefährdungsdelikt klassifiziert und soll Propaganda für die Ziele verfassungsfeindlicher Organisationen verhindern. Dabei nimmt § 86 Abs. 2 StGB Bezug auf die Terroristenliste des EU-Ministerrates.

## Wortlaut
§ 86 StGB lautet seit der letzten Änderung vom 22. September 2021, durch die u. a. der neue Absatz 2 eingefügt wurde:
(1) Wer Propagandamittel
1. einer vom Bundesverfassungsgericht für verfassungswidrig erklärten Partei oder einer Partei oder Vereinigung, von der unanfechtbar festgestellt ist, daß sie Ersatzorganisation einer solchen Partei ist,
2. einer Vereinigung, die unanfechtbar verboten ist, weil sie sich gegen die verfassungsmäßige Ordnung oder gegen den Gedanken der Völkerverständigung richtet, oder von der unanfechtbar festgestellt ist, daß sie Ersatzorganisation einer solchen verbotenen Vereinigung ist,
3. einer Regierung, Vereinigung oder Einrichtung außerhalb des räumlichen Geltungsbereichs dieses Gesetzes, die für die Zwecke einer der in den Nummern 1 und 2 bezeichneten Parteien oder Vereinigungen tätig ist, oder
4. die nach ihrem Inhalt dazu bestimmt sind, Bestrebungen einer ehemaligen nationalsozialistischen Organisation fortzusetzen,
im Inland verbreitet oder der Öffentlichkeit zugänglich macht oder zur Verbreitung im Inland oder Ausland herstellt, vorrätig hält, einführt oder ausführt, wird mit Freiheitsstrafe bis zu drei Jahren oder mit Geldstrafe bestraft.
(2) Ebenso wird bestraft, wer Propagandamittel einer Organisation, die im Anhang der Durchführungsverordnung (EU) 2021/138 des Rates vom 5. Februar 2021 zur Durchführung des Artikels 2 Absatz 3 der Verordnung (EG) Nr. 2580/2001 über spezifische, gegen bestimmte Personen und Organisationen gerichtete restriktive Maßnahmen zur Bekämpfung des Terrorismus und zur Aufhebung der Durchführungsverordnung (EU) 2020/1128 (ABl. L 43 vom 8. Februar 2021, S. 1) als juristische Person, Vereinigung oder Körperschaft aufgeführt ist, im Inland verbreitet oder der Öffentlichkeit zugänglich macht oder zur Verbreitung im Inland oder Ausland herstellt, vorrätig hält, einführt oder ausführt.
(3) Propagandamittel im Sinne des Absatzes 1 ist nur ein solcher Inhalt (§ 11 Absatz 3), der gegen die freiheitliche demokratische Grundordnung oder den Gedanken der Völkerverständigung gerichtet ist. Propagandamittel im Sinne des Absatzes 2 ist nur ein solcher Inhalt (§ 11 Absatz 3), der gegen den Bestand oder die Sicherheit eines Staates oder einer internationalen Organisation oder gegen die Verfassungsgrundsätze der Bundesrepublik Deutschland gerichtet ist.
(4) Absätze 1 und 2 gelten nicht, wenn die Handlung der staatsbürgerlichen Aufklärung, der Abwehr verfassungswidriger Bestrebungen, der Kunst oder der Wissenschaft, der Forschung oder der Lehre, der Berichterstattung über Vorgänge des Zeitgeschehens oder der Geschichte oder ähnlichen Zwecken dient.

## Schutzgut, Verfassungsgemäßheit, Deliktsnatur
Der Straftatbestand richtet sich im Gegensatz zur Vorgängervorschrift (§ 93 StGB von 1951 bis 1968) nicht gegen individuelle Meinungsäußerungen, sondern gegen verfassungsfeindliche Propaganda.
Er ist nach herrschender Meinung inklusive Rechtsprechung verfassungsgemäß und verstößt nicht gegen Artikel 5 Abs. 1 des Grundgesetzes.
Geschützte Rechtsgüter sind nach wohl überwiegender Auffassung in der Literatur die im Absatz 3 (früherer Absatz 2) beschriebenen Prinzipien der freiheitlichen demokratischen Grundordnung und die Gedanken der Völkerverständigung. Der Bundesgerichtshof nennt 1969 den Schutz des freiheitlichen demokratischen Rechtsstaates als Ziel.
Das Delikt ist ein abstraktes Gefährdungsdelikt, eine konkrete Gefährdung oder gar Verletzung der geschützten Rechtsgüter ist nicht nötig. Es wird auch als mittelbares Organisationsdelikt bezeichnet, da es Propaganda für verfassungswidrige Organisationen verbietet.

## Vergehen und fehlende Versuchsstrafbarkeit
Die Straftat stellt ein Vergehen dar, da die Mindeststrafe unter einem Jahr Freiheitsstrafe liegt (§ 12 Abs. 1 StGB). Daher sind nach § 23 Abs. 1 StGB der Versuch und nach § 30 Abs. 1 und 2 StGB bestimmte Vorbereitungshandlungen (Versuch der Beteiligung) wegen fehlender ausdrücklicher Anordnung nicht strafbar.
Es werden aber teilweise [ergänze: materielle] Vorbereitungshandlungen „zur Verbreitung im Inland oder Ausland“ zu vollendeten Straftaten erklärt.

## Objektiver Tatbestand

### Tatgegenstände
Die Vorschrift erfasst ein Propagandamittel, bei dem es sich um einen Inhalt im Sinne des § 11 Abs. 3 StGB handelt. Dies „sind solche, die in Schriften, auf Ton- oder Bildträgern, in Datenspeichern, Abbildungen oder anderen Verkörperungen enthalten sind oder auch unabhängig von einer Speicherung mittels Informations- oder Kommunikationstechnik übertragen werden.“
Wie in § 86 Abs. 2 StGB normiert, muss es sich gegen die freiheitliche demokratische Grundordnung oder den Gedanken der Völkerverständigung richten. Dies bedeutet, dass es entweder die tragenden Grundsätze des demokratischen Verfassungsstaates unterminieren oder dem Ziel des friedlichen Zusammenlebens der Völker widersprechen muss.
Der Begriff freiheitliche demokratische Grundordnung wurde aus den Artikel 18 und Artikel 21 des Grundgesetzes übernommen. Es kann daher auf diejenige Definition zurückgegriffen werden, die das Bundesverfassungsgericht schon 1952 im SRP-Urteil aufstellte.
Umfasst sein sollen jedenfalls die Verfassungsgrundsätze, die in § 92 Abs. 2 aufgezählt werden.
Das Angehen gegen lediglich einen der Grundsätze, die in ihrer Zusammenschau die freiheitlich demokratische Grundordnung ausmachten, soll nach einer Ansicht nicht ausreichen. Nach einer anderen Meinung sind aber diese Grundsätze ineinander verschränkt und bedingen sich gegenseitig, so dass schon das Angehen gegen einen der Grundsätze genügen soll.
Zu der zweiten Gruppe gehören völkerrechtswidrige oder kriegsverherrlichende Inhalte. Mit umfasst ist auch das Verbot des Angriffskrieges nach Art. 26 des Grundgesetzes.
Da einfache Kritik an den Prinzipien des freiheitlichen demokratischen Rechtsstaates nicht untersagt ist und die streitbare Demokratie lediglich Angriffe auf ihre Grundordnung abwehrt, ist das Tatbestandsmerkmal des „gerichtet ist“ nur erfüllt, wenn sich die Propaganda in „aktiv kämpferische[r], aggressive[r] Tendenz“
gegen diese Verfassungsgrundsätze richtet. Allein der Gebrauch der Kennzeichen verfassungsfeindlicher Organisationen ist nicht ausreichend.
Da sowohl die freiheitliche demokratische Rechtsordnung als auch der Gedanke der Völkerverständigung nur in der Form geschützt werden, wie sie im Grundgesetz zum Ausdruck kommen, unterfallen der Norm nach herrschender Meinung nur nachkonstitutionelle Inhalte, die sich gegen diese Grundwerte der Bundesrepublik Deutschland wenden. Der Bundesgerichtshof hat dies bereits 1979 für antiquarische Ausgaben von Hitlers Mein Kampf abgelehnt. Werden vorkonstitutionelle Inhalte hingegen einschlägig bearbeitet und aktualisiert, können auch sie erfasst werden. Vorkonstituelle Werke können unter Umständen als Volksverhetzung geahndet werden.

### Organisationen
Die einzelnen Tatbestandsmerkmale der Organisationen finden sich im ersten Absatz der Norm. Die Vorschrift unterscheidet zwischen bestehenden Vereinigungen und ehemaligen Organisationen.
Abs. 1 Nr. 1 und Nr. 2 beziehen sich auf § 84 bzw. § 85 StGB, erfassen also Propagandamittel einer vom Bundesverfassungsgericht für verfassungswidrig erklärten Partei oder Ersatzorganisation sowie einer rechtskräftig verbotenen Vereinigung. Das Propagandamittel muss entweder im Auftrag der verbotenen Organisation oder im Einvernehmen mit ihr erstellt worden sein oder später von ihr übernommen worden sein; nicht von der Norm erfasst wird das Herstellen von Propagandamaterial aus eigenem Antrieb ohne Kontakt zu der verbotenen Organisation.
Nr. 3 bezieht sich auf Regierungen, Vereinigungen oder Einrichtungen, die sich außerhalb des räumlichen Geltungsbereichs des Strafgesetzbuches befinden. Auch hier ist ein innerstaatlicher Organisationsbezug erforderlich, die Stellen müssen also stellvertretend für die verfassungswidrigen Zwecke der in Nr. 1 und Nr. 2 genannten Vereinigungen tätig sein.
Nr. 4 schließlich umfasst Propagandamittel, die darauf gerichtet sind, Bestrebungen ehemaliger nationalsozialistischer Organisationen fortzusetzen. Hierzu gehört die Nationalsozialistische Deutsche Arbeiterpartei, ihre Gliederungen und angeschlossenen Verbände.
Will man die Vorschrift nicht als vage Beschreibung von Schriften mit NS-Gedankengut verstehen, kann auf einen gewissen Organisationsbezug nicht verzichtet werden. So muss der Inhalt der Schrift zunächst den Voraussetzungen des zweiten Absatzes entsprechen, sich somit gegen die freiheitliche demokratische Grundordnung oder den Gedanken der Völkerverständigung richten und zudem von einer NS-Organisation vertreten worden sein. Weiter ist erforderlich, dass die Propaganda darauf abzielt, gerade diese Ziele unter den aktuellen Bedingungen der Bundesrepublik zu verwirklichen.
Als ausreichend dafür wurde etwa ein antikommunistisches Transparent mit der Inschrift „Rotfront verrecke – Nationale Sozialisten“ und die Darstellung einer Faust angesehen, die Hammer und Sichel mit der Inschrift „Rotfront verrecke!“ zerschlägt. Ebenfalls ausreichend für eine Strafbarkeit nach § 86 StGB durch Fortsetzung der rassistischen Ziele der (Waffen-)SS soll das Verwenden der Phantasieparole „Ruhm und Ehre der Waffen-SS“ sein, wenn gleichzeitig zu einer Kundgebung auf der Wewelsburg aufgerufen wird und eine Internetseite der „Initiative der weißen Art“ ins Internet gestellt wird.

### Tathandlung
Die Tathandlung selbst ist mehrfach untergliedert: Zunächst in Verbreiten und Zugänglichmachen, dazu kommen noch Vorbereitungshandlungen „zur Verbreitung im Inland oder Ausland“.
Die Tat begeht zunächst, wer diesen Inhalt im Inland verbreitet. Dies setzt die Weitergabe an einen größeren, vom Verbreiter nicht mehr kontrollierbaren Personenkreis voraus. Hierbei soll lediglich die körperliche Weitergabe erfasst sein, nach der Ansicht der Rechtswissenschaft offenbar auch nach der Änderung von § 86 und § 11 StGB mit Wirkung vom 1. Januar 2021. Die Weitergabe an einen einzelnen soll jedenfalls dann nicht ausreichend sein, wenn dieser den Inhalt nicht weiterverbreiten soll. Dagegen soll aber im Rahmen einer so genannten Kettenverbreitung ausreichend sein, wenn der Inhalt an einen einzelnen weitergegeben werde, sofern der Täter den Willen habe, dass der Inhalt durch den Empfänger an einen größere, nicht mehr kontrollierbaren Personenkreis weiterverbreitet werde, oder wenn der Täter dies zumindest für möglich halte. Im Rahmen einer so genannten Mengenverbreitung soll nach überwiegender Meinung das Verbreiten bereits mit der Weitergabe des ersten Inhaltes beginnen, wenn der Täter die Weitergabe einer Mehrzahl von Exemplaren an einen größeren, vom Verbreiter nicht mehr kontrollierbaren Personenkreis vorhabe. Nach einer anderen Ansicht soll in diesem Stadium erst strafloser Versuch vorliegen.
Zudem kann nunmehr auch derjenige die Tat begehen, der den beschriebenen Inhalt „der Öffentlichkeit zugänglich macht“. Dabei soll es nach der Änderung von § 86 und § 11 StGB mit Wirkung vom 1. Januar 2021 nunmehr nicht mehr darauf ankommen, ob der beschriebene Inhalt irgendwo (zwischen-)gespeichert werde. „Für das Zugänglichmachen bleibt es ebenfalls dabei, dass es bereits dann vorliegt, wenn der Inhalt (die Datei) zumindest zum Lesezugriff in das Internet gestellt wird, womöglich auch nur über einen Hyperlink“, heißt es in der Begründung des Gesetzgebers.
Weiter erfasst die Vorschrift unterschiedliche Vorbereitungshandlungen. So macht sich derjenige strafbar, der das einschlägige Material zur Verbreitung im Inland oder Ausland herstellt, vorrätig hält, einführt oder ausführt. Merkmal des subjektiven Tatbestandes (siehe dort) ist „zur Verbreitung im Inland oder Ausland“.
Beim Herstellen soll das Herstellen selbst für eine Strafbarkeit abgeschlossen sein. Hierbei soll es nach dem Willen des Reformgesetzgebers allerdings nunmehr auf das Herstellen eines bloßen Inhaltes (und nicht mehr einer Schrift) ankommen, so dass diese Tathandlung nach der Gesetzesänderung auch dann schon vollendet sein könne, wenn ein solcher Inhalt beispielsweise als Datei erstellt und abgespeichert werde.
Das Vorrätig-Halten soll im Grunde dem Besitz zu diesem Zwecke entsprechen. Ein (ergänze: größerer) Vorrat im Sinne einer größeren Menge soll nach herrschender Meinung nicht erforderlich sein, sondern bereits ein Stück ausreichend sein, nach anderer Ansicht erst mehrere. Allerdings wird in der Literatur bezweifelt, dass beim Vorrätig-Halten eines einzelnen Exemplars das subjektive Merkmal „zum Verbreiten“ schon nachweisbar sein könne. Nach dem Willen des Gesetzgebers soll auch nach der Gesetzesänderung von Schriften auf Inhalte das Vorrätig-Halten eine „Perpetuierung von gewisser Dauer“ voraussetzen; daher sollen Echtzeitübertragungen ohne Speicherung beim Empfänger nicht diese Vorbereitungshandlung darstellen können (sondern lediglich ggf. selbst Verbreiten oder Zugänglichmachen).
Einführen liegt vor, wenn der Täter das Kennzeichen selbst über die Grenze der Bundesrepublik Deutschland bringt, es von außen versendet oder bestellt; Vollendung liegt aber erst vor, wenn das Kennzeichen über die Grenze, Beendigung, wenn es zum Empfänger gelangt. Streitig ist, ob Durchführen im Transit genügt oder nicht.
Ausführen ist jedes Verbringen aus dem Gebiet der Bundesrepublik Deutschland.

## Tatbestandsausschlüsse

### Sozialadäquanz
Die Sozialadäquanz-Klausel des Abs. 4 schließt den Tatbestand nach herrschender Meinung aus, wenn das Material den dort genannten Zwecken dient. Zu den einzelnen Zweckbestimmungen gehören die staatsbürgerliche Aufklärung, die Abwehr verfassungswidriger Bestrebungen, Kunst oder Wissenschaft, Forschung oder Lehre, Berichterstattung über Vorgänge des Zeitgeschehens oder der Geschichte oder ähnliche Zwecke. Das gilt entsprechend für das gefährdende Verbreiten personenbezogener Daten (§ 126a Abs. 3 StGB).

### Art. 296 EGStGB (bis 21. September 2021)
Bei Art. 296 EGStGB lautete bis zu seiner Abschaffung am 21. September 2021:
Es handelte es sich dabei um einen Tatbestandsausschluss. Nicht anwendbar war der Ausschluss auf Übersetzungen, seien sie auch wortgetreu.

## Subjektive Tatseite
Hinsichtlich der objektiven Tatbestandsmerkmale ist grundsätzlich bedingter Vorsatz (dolus eventualis) ausreichend für eine Strafbarkeit. Den Inhalt des Propagandamittels muss der Täter in seiner Bedeutung erkennen. Es ist jedoch nicht nötig, dass er ihn billigt.
Bei den Tathandlungen Herstellen, Vorrätig-Halten, Einführen oder Ausführen muss der Täter zudem „zur Verbreitung im Inland oder Ausland“ handeln. Nach herrschender Meinung ist hierbei Absicht im Sinne zielgerichteten Wollens (dolus directus I) nötig, einer anderen Ansicht nach reicht direkter Vorsatz im Sinne sicheren Wissens (dolus directus II).
Ein Irrtum, der die tatsächlichen Voraussetzungen der Sozialadäquanz annimmt, ist den Vorsatz ausschließender Tatbestandsirrtum; wird lediglich der Umfang dieser Regelungen falsch eingeschätzt, ist dies ein Verbotsirrtum.

## Rechtsfolgen
Die angedrohte Strafe ist Geldstrafe oder Freiheitsstrafe von bis zu drei Jahren. Als verschärfendes Merkmal im Rahmen der Strafzumessung soll gemäß § 46 Abs. 2 S. 2 StGB berücksichtigt werden können, wenn die Tat aus rassistischen Gründen begangen wurde.
Gemäß § 92a StGB kann das Gericht „die Fähigkeit, öffentliche Ämter zu bekleiden, die Fähigkeit, Rechte aus öffentlichen Wahlen zu erlangen, und das Recht, in öffentlichen Angelegenheiten zu wählen oder zu stimmen, aberkennen“, wenn es als Hauptstrafe eine Freiheitsstrafe von mindestens 6 Monaten verhängt.
Nach § 92b StGB können die Propagandamittel, auf die sich die Tat bezieht, eingezogen werden.
Bei geringer Schuld kann das Gericht gemäß § 86 Abs. 4 StGB von Strafe absehen. Dies soll zum Beispiel bei V-Leuten des Verfassungsschutzes der Fall sein können. Nicht als Begründung für ein Absehen von Strafe soll dagegen ausreichen, dass es nicht zu einer konkreten Gefährdung gekommen sei, da dies ansonsten dem Charakter als abstraktes Gefährdungsdelikt widersprechen würde.
Unter den gleichen Voraussetzungen, unter denen das Gericht von Strafe absehen kann (also bei geringer Schuld), kann auch bereits die Staatsanwaltschaft mit Zustimmung des Gerichtes von der Erhebung der öffentlichen Klage absehen (§ 153b Abs. 1 StPO) oder, sofern die Klage schon erhoben und die Hauptverhandlung noch nicht eröffnet wurde, das Gericht mit Zustimmung der Staatsanwaltschaft und des Angeschuldigten das Verfahren einstellen (§ 153b Abs. 1 StPO).
In Bezug auf Dienstverhältnisse sind berufs- und disziplinarrechtlich verschiedene gesetzliche Regelungen zu beachten:
Bei eine Freiheitsstrafe von 6 Monaten oder mehr ist der Verurteile vom Wehr- oder Zivildienst ausgeschlossen (§ 10 Nr. 1, § 30 Abs. 1 S. 1, 2 Halbsatz 1 WPflG, § 9 Nr. 1, § 45 Abs. 1 S. 1 ZDG). War der Verurteilte Beamter, so endet bei einer Verurteilung ab 6 Monaten Freiheitsstrafe das Beamtenverhältnis mit dem Tage der Rechtskraft der Verurteilung (§ 41 Abs. 1 S. 1 Nr. 2 BBG, § 24 Abs. 1 S. 1 Nr. 2 BeamtStG).
Bei Richtern reicht eine rechtskräftige Verurteilung zu jeglicher Freiheitsstrafe nach dieser Norm um ihren Status als Richter zu beenden (§ 24 Nr. 2 DRiG). Entsprechendes gilt für Zeit- und Berufssoldaten (§ 38 Abs. 1 Nr. 1, § 48 S. 1 Nr. 1, § 54 Abs. 2 Nr. 2 SG). Auch eine Verurteilung nach Ende der Dienstzeit hat für Soldaten Konsequenzen für Dienstgrad und Versorgung (§ 53 Abs. 1 S. 1 Nr. 1, 2b, § 57 Abs. 1, 2 S. 2 SG); vergleichbar ist dies bei Beamten geregelt (vgl. etwa § 59 Abs. 1 S. 1 BeamtVG, Art. 80 Abs. 1 Nr. 2 Bayerisches Beamtenversorgungsgesetz). Im Hinblick auf § 92a StGB ist zu beachten, dass diese Folgen auch durch einen Verlust der Amtsfähigkeit eintreten [ergänze: Relevanz hier zweifelhaft, siehe oben: „Neben einer Freiheitsstrafe von mindestens sechs Monaten“]. Bei Notaren gilt Ähnliches wie bei Landesbeamten (§ 49 BNotO). Zudem führt der Verlust der Amtsfähigkeit bei Rechtsanwälten (§ 14 Abs. 2 Nr. 2 BRAO), Steuerberatern (§ 46 Abs. 2 Nr. 2 StBerG) und Wirtschaftsprüfern (§ 20 Abs. 2 Nr. 2 WPO) zum Ende der Berufsausübung.
Mögliche berufs- oder disziplinarrechtliche Konsequenzen sind allerdings schon bei der Strafzumessung zu berücksichtigen (§ 46 Abs. 1 S. 2 StGB).

## Gerichtliche Entscheidungen inklusive Verurteilungen
2019 gab es in Deutschland 1.026 Abgeurteilte (Betroffene gerichtlicher Entscheidungen) und 850 Verurteilte bezogen auf diese Straftat.